# 南小阪合町
南小阪合町（みなみこざかあいちょう）は、大阪府八尾市の地名。現行行政地名は南小阪合町一丁目から南小阪合町五丁目。住居表示は実施済み。
現住所表記に変更される前の大字小阪合だった地域で、現在の南小阪合町のほぼ全域および山本町南の一部（1,6丁目の西側、2丁目のほぼ全域）、青山町の一部（3丁目と5丁目の一部）地域も含まれていた。南小阪合町は旧大字小阪合の府道大阪港八尾線（旧服部川久宝寺線）より南側。

## 歴史
令制国一覧 > 畿内 > 河内国 > 若江郡 > 小坂合村

## 地理
小阪合町の南に位置し、戦前は集落はほとんど無かった。現在は府道大阪港八尾線沿いに商店が散在する。町域の西側を楠根川が南から北へ流れるが、平成になるまでは河川改修がされず沿岸の市街地化も遅れていた。市役所本庁舎（本町1丁目）の建て替え（1994年（平成6年）竣工）に伴い西隣の青山町3丁目に仮庁舎ができた際にほぼ同時期に河川改修（若干東へ流路変更）と楠根川に沿ったアクセス道路（市道山本第404号線など）の整備が行われ、青山町との境界の変更が行われた。

## 世帯数と人口
2020年（令和2年）3月31日現在（八尾市発表）の世帯数と人口は以下の通りである。
| 丁目             | 世帯数    | 人口    |
| ---------------- | --------- | ------- |
| 南小阪合町一丁目 | 37世帯    | 97人    |
| 南小阪合町二丁目 | 265世帯   | 588人   |
| 南小阪合町三丁目 | 192世帯   | 402人   |
| 南小阪合町四丁目 | 96世帯    | 264人   |
| 南小阪合町五丁目 | 432世帯   | 950人   |
| 計               | 1,022世帯 | 2,301人 |

### 人口の変遷
国勢調査による人口の推移。
| 1995年（平成7年）  | 2,297人 | [ 5 ] |  |
| 2000年（平成12年） | 2,355人 | [ 6 ] |  |
| 2005年（平成17年） | 2,335人 | [ 7 ] |  |
| 2010年（平成22年） | 2,324人 | [ 8 ] |  |
| 2015年（平成27年） | 2,321人 | [ 9 ] |  |

### 世帯数の変遷
国勢調査による世帯数の推移。
| 1995年（平成7年）  | 722世帯 | [ 5 ] |  |
| 2000年（平成12年） | 780世帯 | [ 6 ] |  |
| 2005年（平成17年） | 839世帯 | [ 7 ] |  |
| 2010年（平成22年） | 860世帯 | [ 8 ] |  |
| 2015年（平成27年） | 906世帯 | [ 9 ] |  |

## 学区
市立小・中学校に通う場合、学区は以下の通りとなる（2020年5月時点）。
| 丁目             | 番                    | 小学校               | 中学校             |
| ---------------- | --------------------- | -------------------- | ------------------ |
| 南小阪合町一丁目 | 2番1～3号 2番27～46号 | 八尾市立高美小学校   | 八尾市立高美中学校 |
| 南小阪合町一丁目 | 1番 2番4～26号        | 八尾市立南山本小学校 | 八尾市立曙川中学校 |
| 南小阪合町二丁目 | 全域                  | 八尾市立南山本小学校 | 八尾市立曙川中学校 |
| 南小阪合町三丁目 | 全域                  | 八尾市立南山本小学校 | 八尾市立曙川中学校 |
| 南小阪合町四丁目 | 全域                  | 八尾市立南山本小学校 | 八尾市立曙川中学校 |
| 南小阪合町五丁目 | 全域                  | 八尾市立南山本小学校 | 八尾市立曙川中学校 |

## 事業所
2016年（平成28年）現在の経済センサス調査による事業所数と従業員数は以下の通りである。
| 丁目             | 事業所数 | 従業員数 |
| ---------------- | -------- | -------- |
| 南小阪合町一丁目 | 10事業所 | 76人     |
| 南小阪合町二丁目 | 4事業所  | 154人    |
| 南小阪合町三丁目 | 8事業所  | 43人     |
| 南小阪合町四丁目 | 7事業所  | 64人     |
| 南小阪合町五丁目 | 6事業所  | 42人     |
| 計               | 35事業所 | 379人    |

## 施設
- 小阪合ポンプ場（1丁目）
- 農協会館（JA大阪中河内本店）（2丁目）
- カトリック八尾教会（3丁目）

## その他

### 日本郵便
- 郵便番号 : 581-0019[2]（集配局：八尾郵便局[14]）。